# Guandukou (köpinghuvudort i Kina, Hubei Sheng, lat 31,04, long 110,31)
Guandukou (kinesiska: 官渡口, 官渡口镇) är en köpinghuvudort i Kina. Den ligger i provinsen Hubei, i den centrala delen av landet, omkring 380 kilometer väster om provinshuvudstaden Wuhan. Antalet invånare är 44 157. Befolkningen består av 21 660 kvinnor och 22 497 män. Barn under 15 år utgör 18,0 %, vuxna 15-64 år 68 %, och äldre över 65 år 12,0 %.
Runt Guandukou är det ganska tätbefolkat, med 139 invånare per kvadratkilometer. Guandukou är det största samhället i trakten. I omgivningarna runt Guandukou växer i huvudsak blandskog.
Genomsnittlig årsnederbörd är 1 561 millimeter. Den regnigaste månaden är september, med i genomsnitt 241 mm nederbörd, och den torraste är december, med 23 mm nederbörd.